# La Conocchia

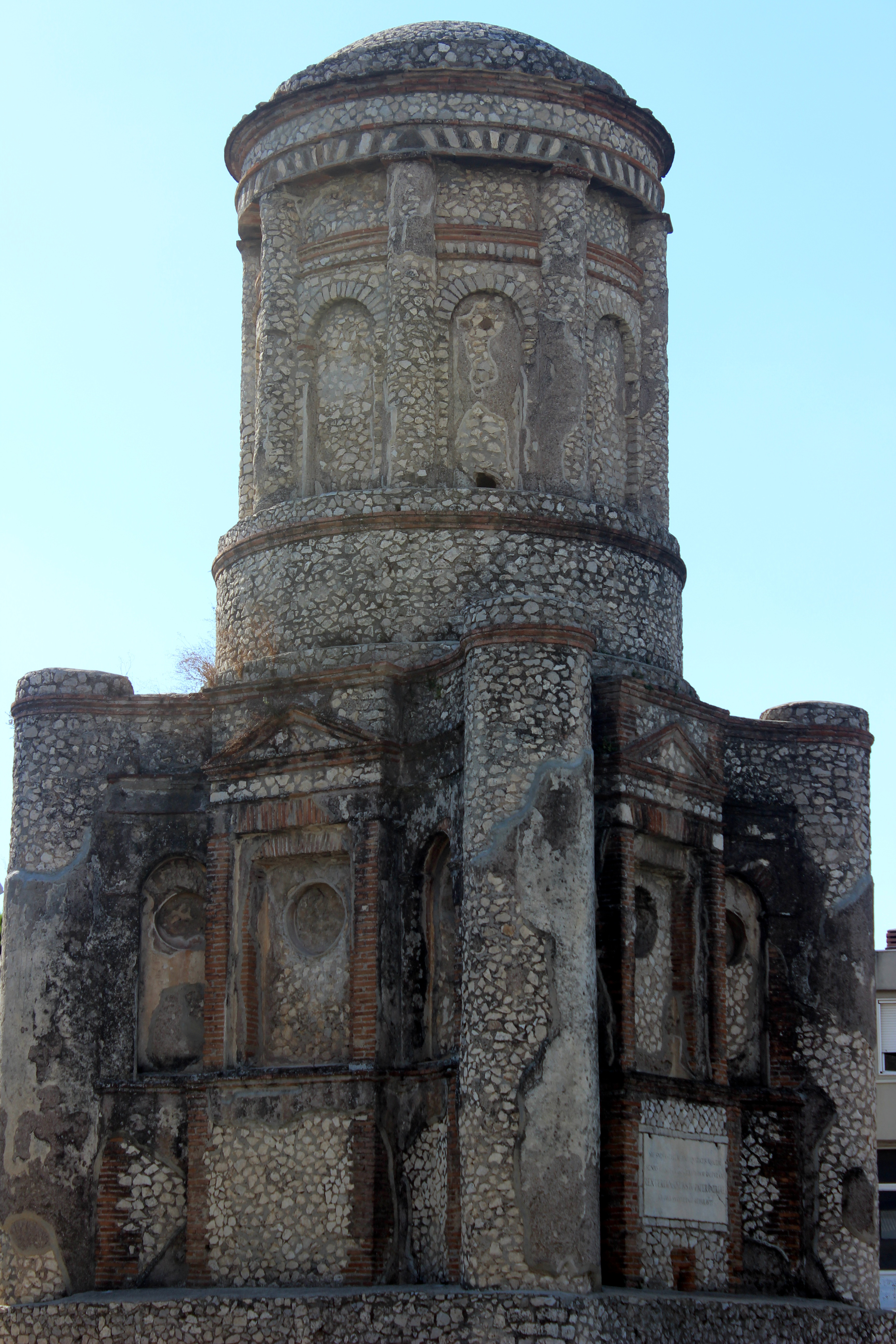
La Conocchia.

La Conocchia ("sländan") är ett mausoleum vid Via Appia, i närheten av antikens Capua. Det uppfördes under 100-talet e.Kr. Dess grundform är kvadratisk med ett cylindriskt torn i mitten. Mausoleet har elva nischer, i vilka begravningsurnor förvarades. Enligt traditionen begravdes Flavia Domitilla den yngre, dotter till Vespasianus, i mausoleet.